# L'Alarme (de Troy)
L'Alarme ou La Gouvernante fidèle est une huile sur toile réalisée en 1723 par le peintre français Jean-François de Troy. Elle est conservée au Victoria and Albert Museum, à Londres.

## Histoire et description
De Troy est considéré comme le créateur des « tableaux de mode », dont ce tableau est un exemple. Le tableau a été attribué à l'origine à Antoine Watteau et est inspiré de son style. L’œuvre, comme d’autres de l’auteur, est chargée d’érotisme. Il s'agit d'une rencontre secrète entre deux amoureux, probablement de la noblesse, en raison de leurs beaux vêtements, sur une balustrade d'un jardin. La rencontre et un possible baiser entre la femme, à gauche, et l'homme, est interrompue par une servante, qui les prévient d'un danger imminent. La femme, vêtue de blanc, a une main dans une fontaine au visage grotesque, au milieu du tableau, peut-être comme référence érotique, tandis que l'homme d'apparence androgyne est élégamment vêtu de marron. Une statue classique nue d'une nymphe se dresse au-dessus du couple,.

## Provenance
Le tableau a été offert au Victoria and Albert Museum par John Jones, en 1882.